# Station Deurne (Nederland)
Station Deurne is het treinstation van Deurne aan de spoorlijn Venlo - Eindhoven. Het station ligt op loopafstand van het centrum van Deurne.
Station Deurne heeft naast de twee doorgaande sporen een extra kopspoor, gebruikt voor de sprinters uit de richting Eindhoven die hier kopmaken en daarna in tegengestelde richting terug rijden. Dit spoor biedt een cross-platform-overstap op de intercity richting Venlo.

## Stationsgebouwen
Het eerste stationsgebouw werd gebouwd in 1864 als een station van het type SS 5e klasse. Het gebouw had een hoog middendeel met puntgevel, met aan weerszijden een korte, even hoge vleugel. De architect was K.H. van Brederode. Dit gebouw werd in 1892 voorzien van grotere zijvleugels en in 1913 kreeg het middendeel een verdieping. De bovenverdieping werd in 1950 gesloopt. In 1976 werd het hele pand gesloopt en vervangen door een station van het standaardtype Douma.

## Treinverbindingen
De volgende treinseries halteren in de dienstregeling 2025 te Deurne:
| Serie | Treinsoort     | Route | Bijzonderheden |
| ----- | -------------- | --- | --- |
| 3500  | Intercity (NS) | Dordrecht – Rotterdam Centraal – Schiedam Centrum – Delft – Den Haag HS – Leiden Centraal – Schiphol Airport – Amsterdam Zuid – Utrecht Centraal – 's-Hertogenbosch – Eindhoven Centraal – Helmond – Deurne – Venlo | Rijdt na circa 22:30, op zaterdagochtend tot circa 9:00 en op zondagochtend tot circa 10:00 niet tussen Dordrecht en Utrecht Centraal v.v.               |
| 4400  | Sprinter (NS)  | Oss – 's-Hertogenbosch – Eindhoven Centraal – Helmond – Deurne | Rijdt in de ochtendspits van maandag t/m donderdag twee ritten van/naar Oss, waarbij richting Oss non-stop wordt gereden tussen 's-Hertogenbosch en Oss. |
| 14400 | Sprinter (NS)  | Eindhoven Centraal – Helmond – Deurne | Rijdt alleen op woensdag- en donderdagavond na 23:00 als vervanging van sprinter 4400 en alleen richting Deurne.                                         |

## Voor- en natransport
- Op de bewakingscamera's na, zijn de drie fietsenstallingen onbewaakt.
- Er zijn fietskluizen aanwezig
- Er is ruime parkeergelegenheid voor auto's.
- De treintaxi rijdt in de bebouwde kom van Deurne en naar Internaat Vreekwijk.

Tevens werden in april 2009 lcd-schermen op station Deurne geplaatst waarop alle vertrekkende treinen te zien zijn. In 2015 werden fietsenstallingen toegevoegd aan beide zijden van het station. Aan de zuidzijde werd ook een grote nieuwe parkeerplaats toegevoegd.

### Bussen
| Lijn | Route                                                                                           | Vervoerder               | Soort     | Bijzonderheden                                                    |
| ---- | ----------------------------------------------------------------------------------------------- | ------------------------ | --------- | ----------------------------------------------------------------- |
| 28   | Deurne, Hogeweg - Deurne, Station - Liessel - Neerkant - Meijel, Busstation                     | (BusiNext i.o.v.) Hermes | Streekbus | In de spitsrichting rijden enkele ritten via het Peellandcollege. |
| 80   | Deurne, Station - Ysselsteyn - Venray, Station                                                  | Arriva                   | Streekbus |                                                                   |
| 262  | Deurne, Ziekenhuis - Deurne, Station - Zeilberg - Griendtsveen - Helenaveen, Oude Peelstraat    | Hermes                   | Buurtbus  | Rijdt niet 's avonds en in het weekend.                           |
| 266  | Deurne, Ziekenhuis - Deurne, Station - Vlierden - Asten - Someren - Heeze - Geldrop, Ziekenhuis | Hermes                   | Buurtbus  | Rijdt niet 's avonds en in het weekend.                           |

## Ontwikkeling aantal reizigers
Het aantal door NS vervoerde reizigers (per gemiddelde werkdag) ontwikkelde zich sedert 2019 als volgt:
| Jaar | Aantal reizigers |
| ---- | ---------------- |
| 2019 | 4.695            |
| 2020 | 2.156            |
| 2021 | 2.410            |
| 2022 | 3.297            |
| 2023 | 3.868            |
| 2024 | 3.729            |

## Afbeeldingen

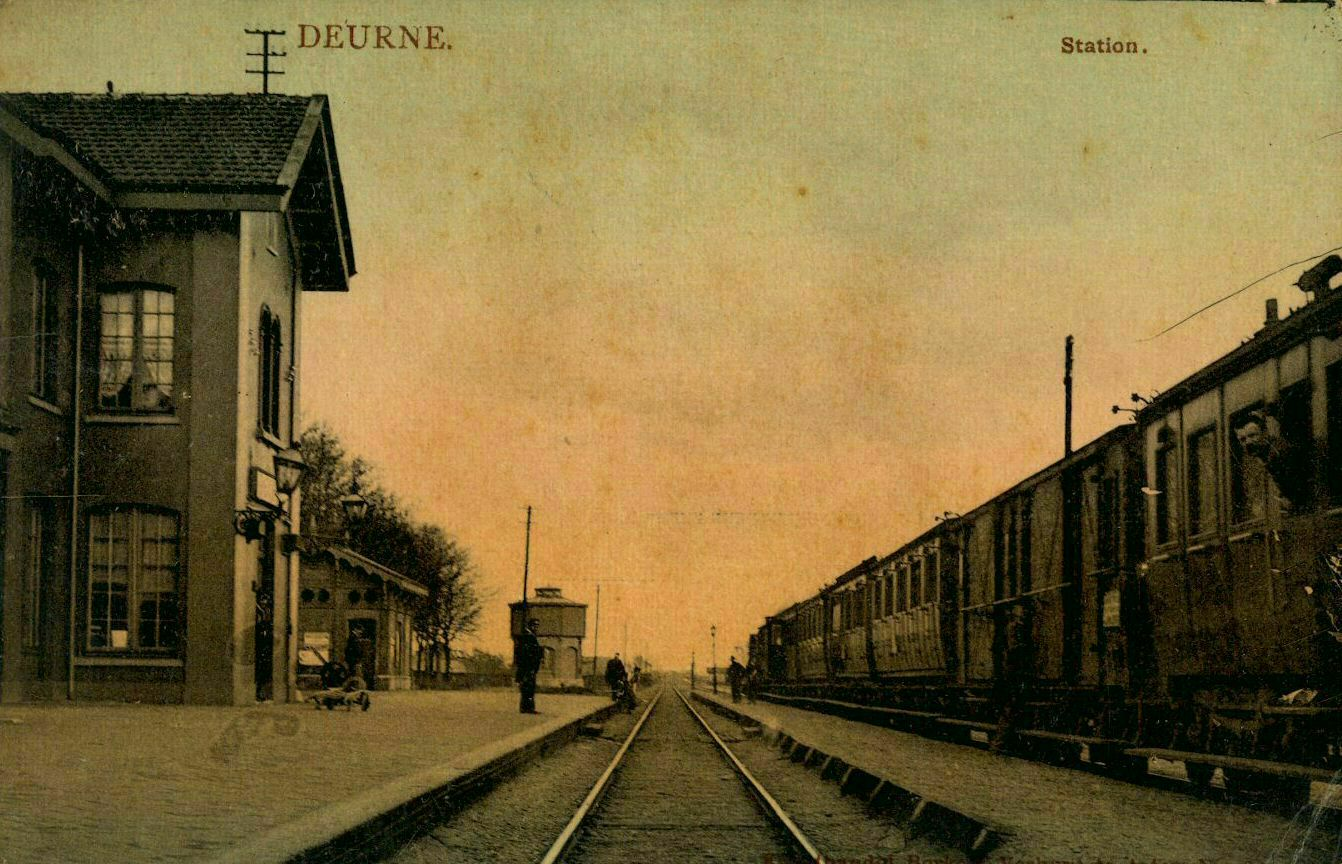
Station in de periode 1905-1915
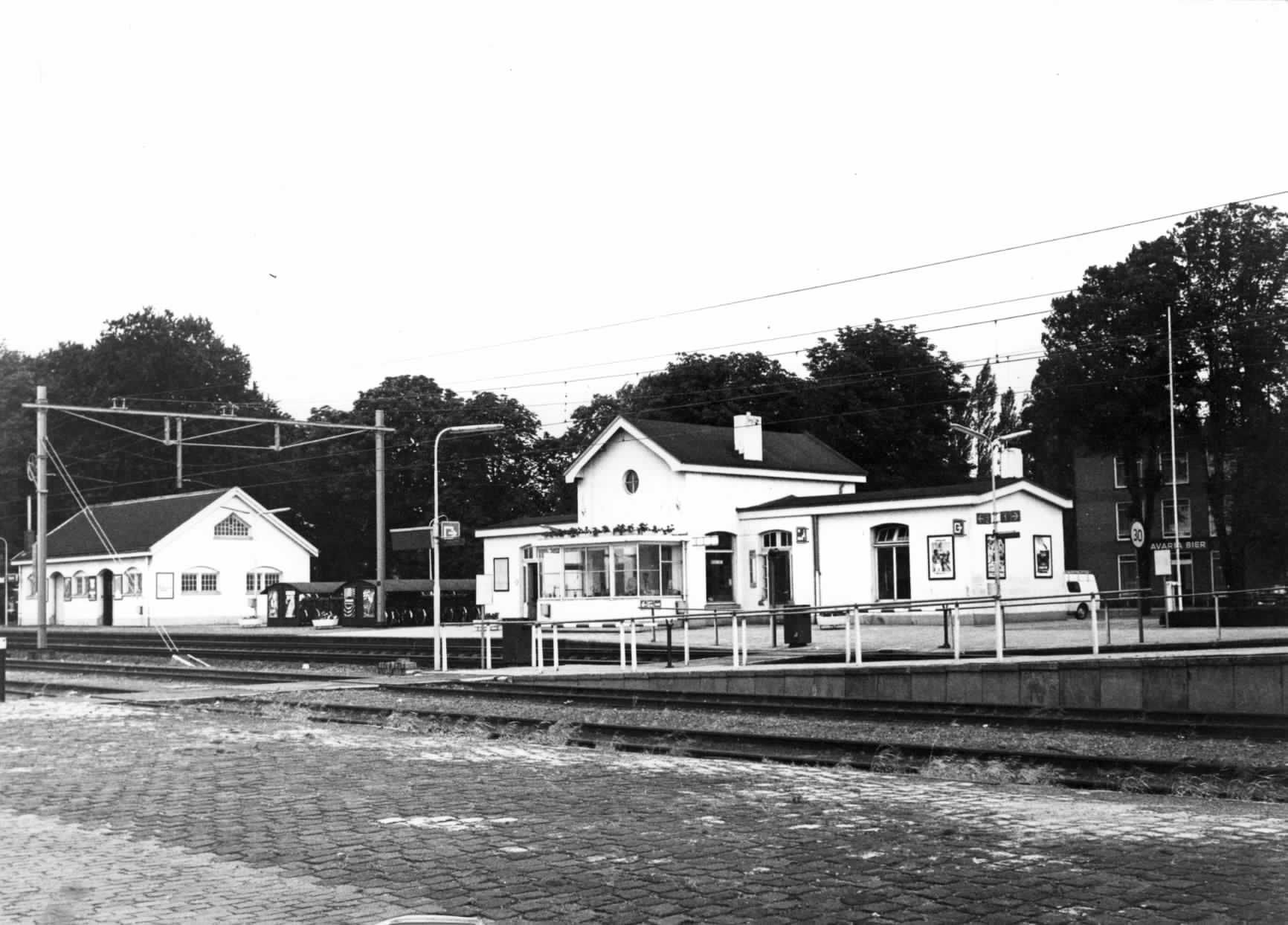
Station in de jaren '70
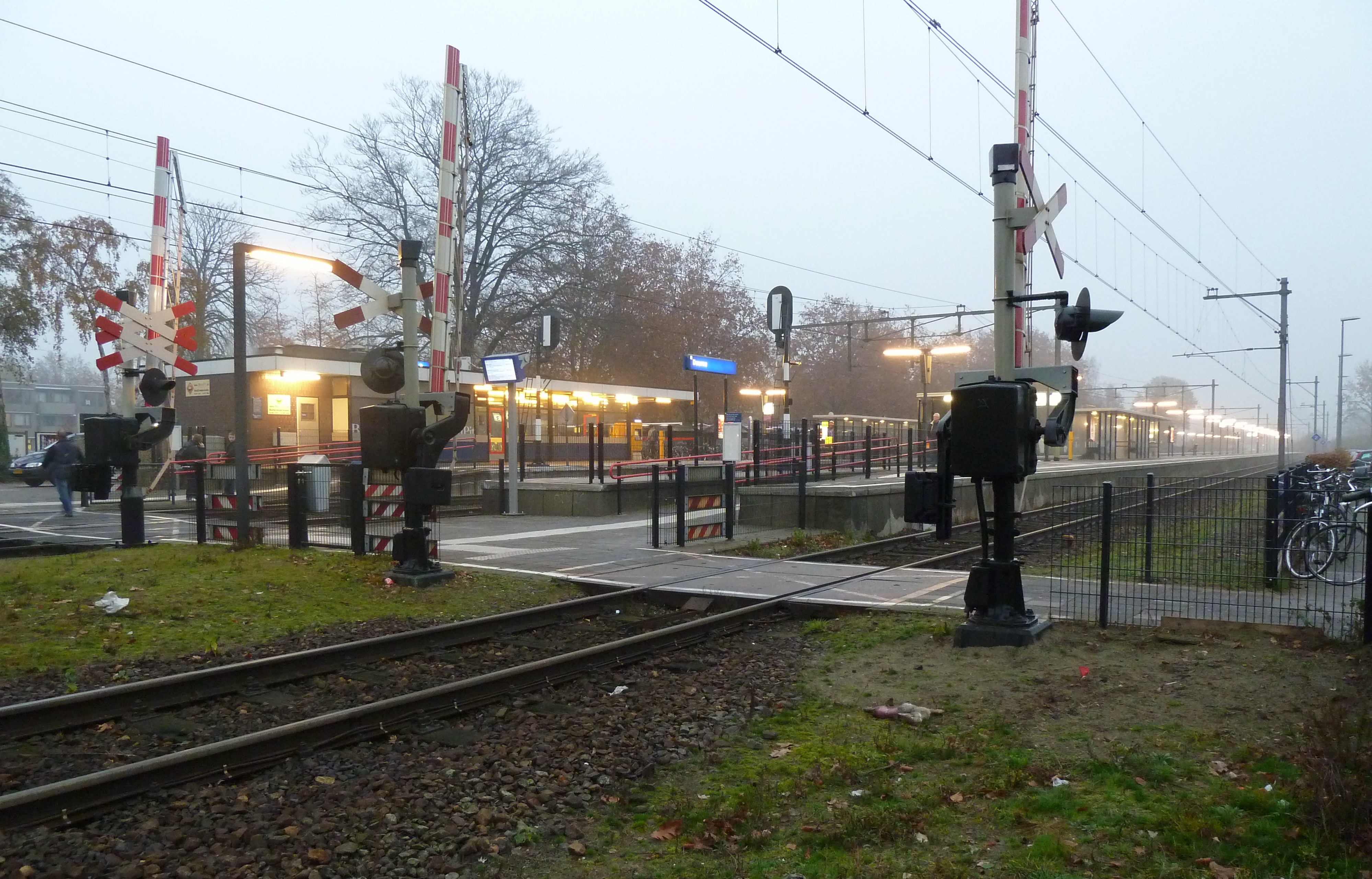
De perrons in 2011
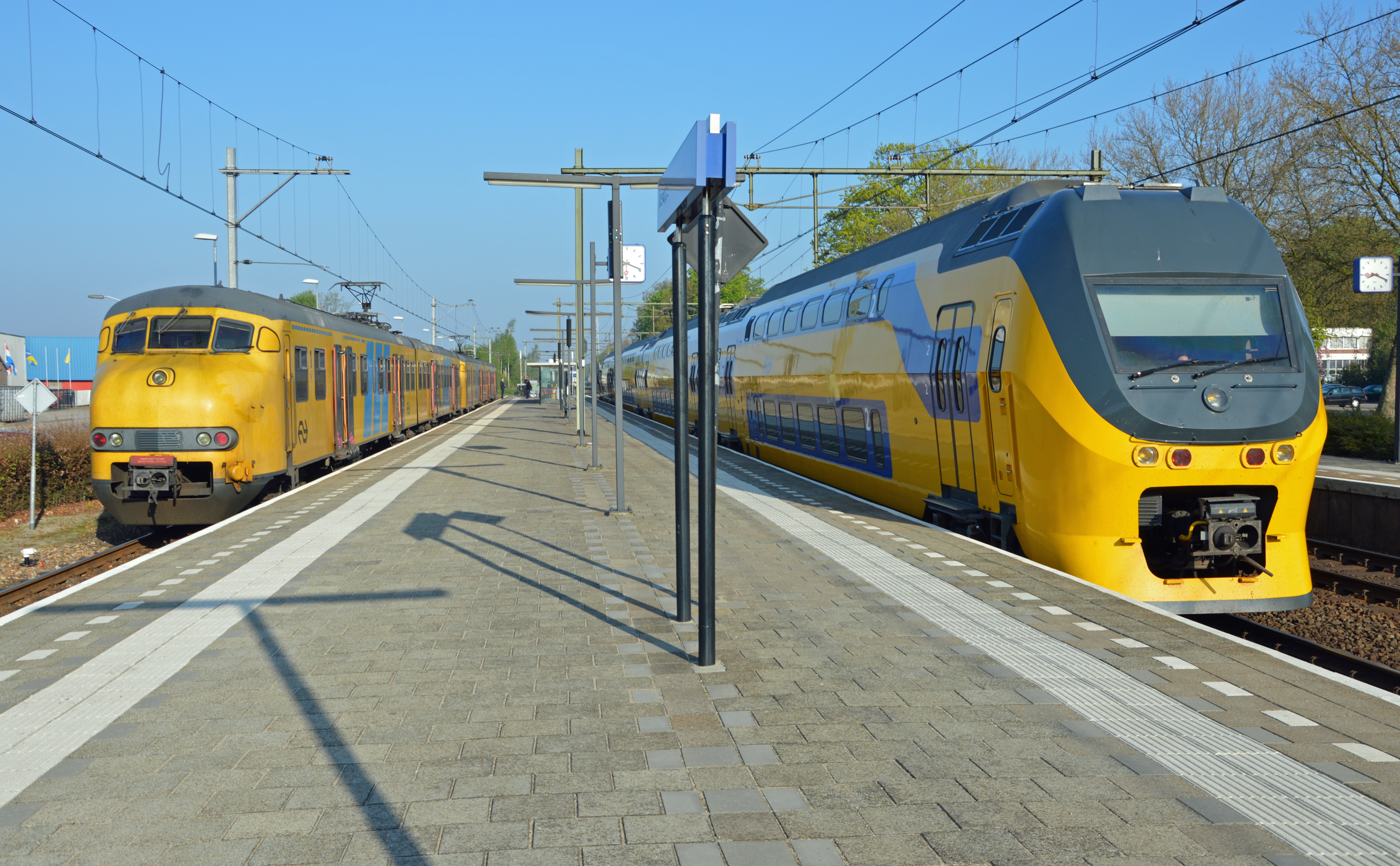
Plan V en VIRM op het station
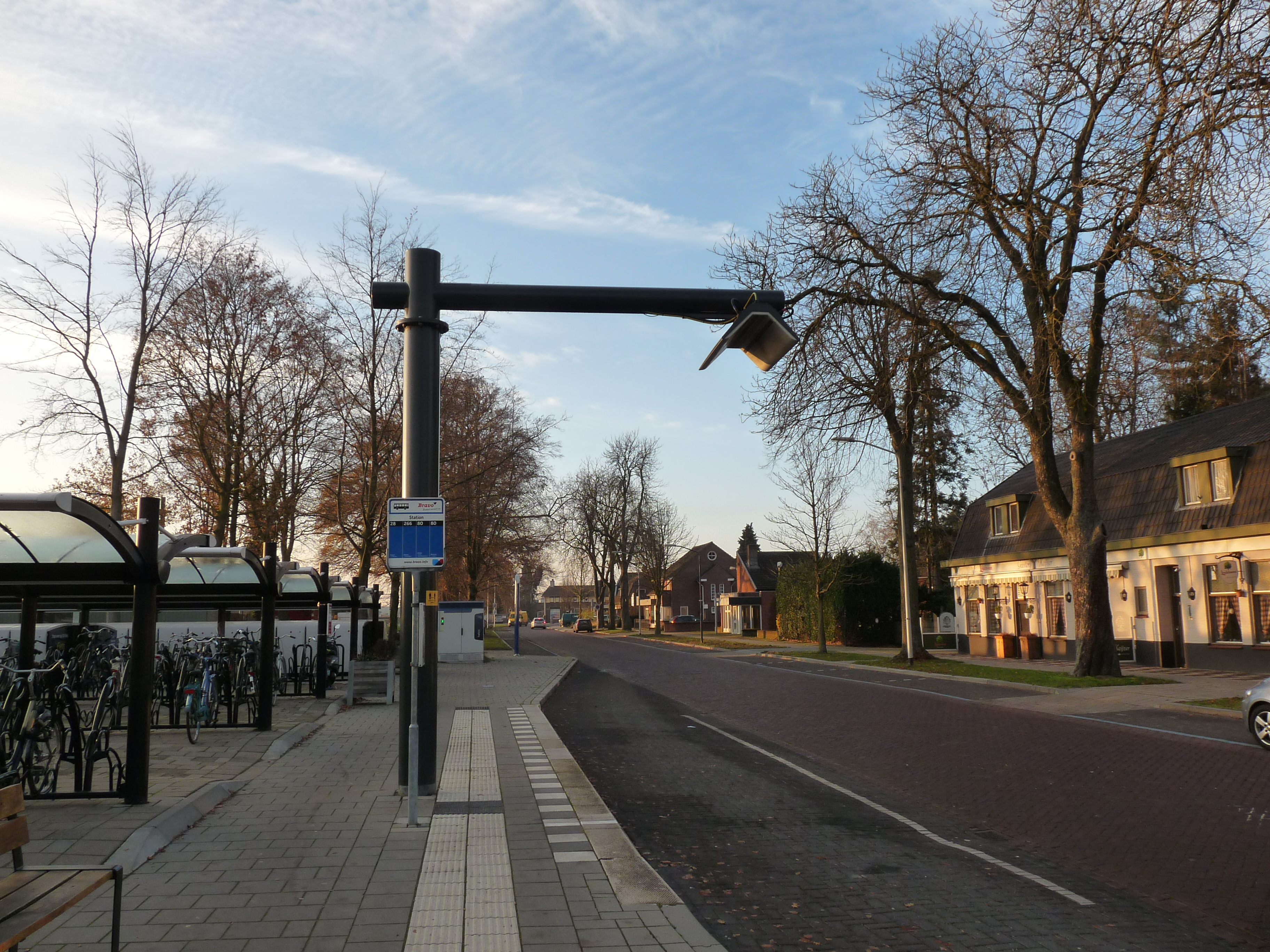
Bushalte met oplaadpunt
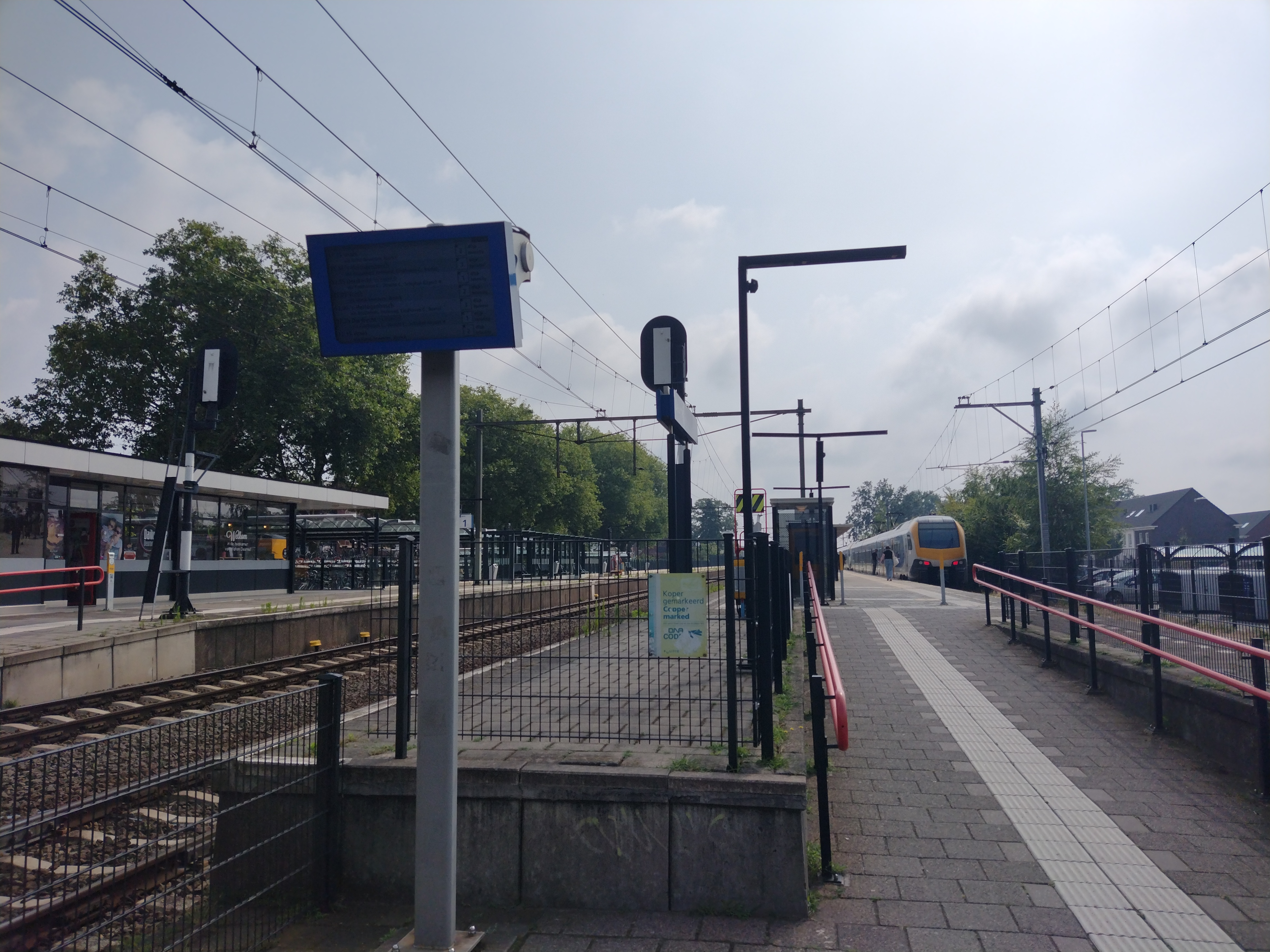
Perrons

Bergen op Zoom · 
Best · 
Boxmeer · 
Boxtel · 
Breda · 
-Prinsenbeek · 
Cuijk · 
Deurne · 
Eindhoven:
-Centraal · 
-Stadion · 
-Strijp-S ·
Etten-Leur · 
Geldrop · 
Gilze-Rijen · 
Heeze · 
Helmond · 
-Brandevoort ·
-Brouwhuis · 
-'t Hout · 
's-Hertogenbosch · 
-Oost · 
Lage Zwaluwe · 
Maarheeze · 
Oisterwijk · 
Oss ·
-West · 
Oudenbosch · 
Ravenstein · 
Roosendaal · 
Rosmalen · 
Tilburg · 
-Reeshof · 
-Universiteit · 
Vierlingsbeek · 
Vught · 
Zevenbergen
Voormalige stations: zie de lijst van voormalige spoorwegstations in Noord-Brabant